# Emanuele di Mensdorff-Pouilly
Emanuele di Mensdorff-Pouilly (Nancy, 24 gennaio 1777 – Vienna, 28 giugno 1852) fu Feldmaresciallo Luogotenente, Vice-Governatore della fortezza di confederazione germanica di Magonza e cittadino onorario della medesima città dal 1834.

## Biografia

### Infanzia

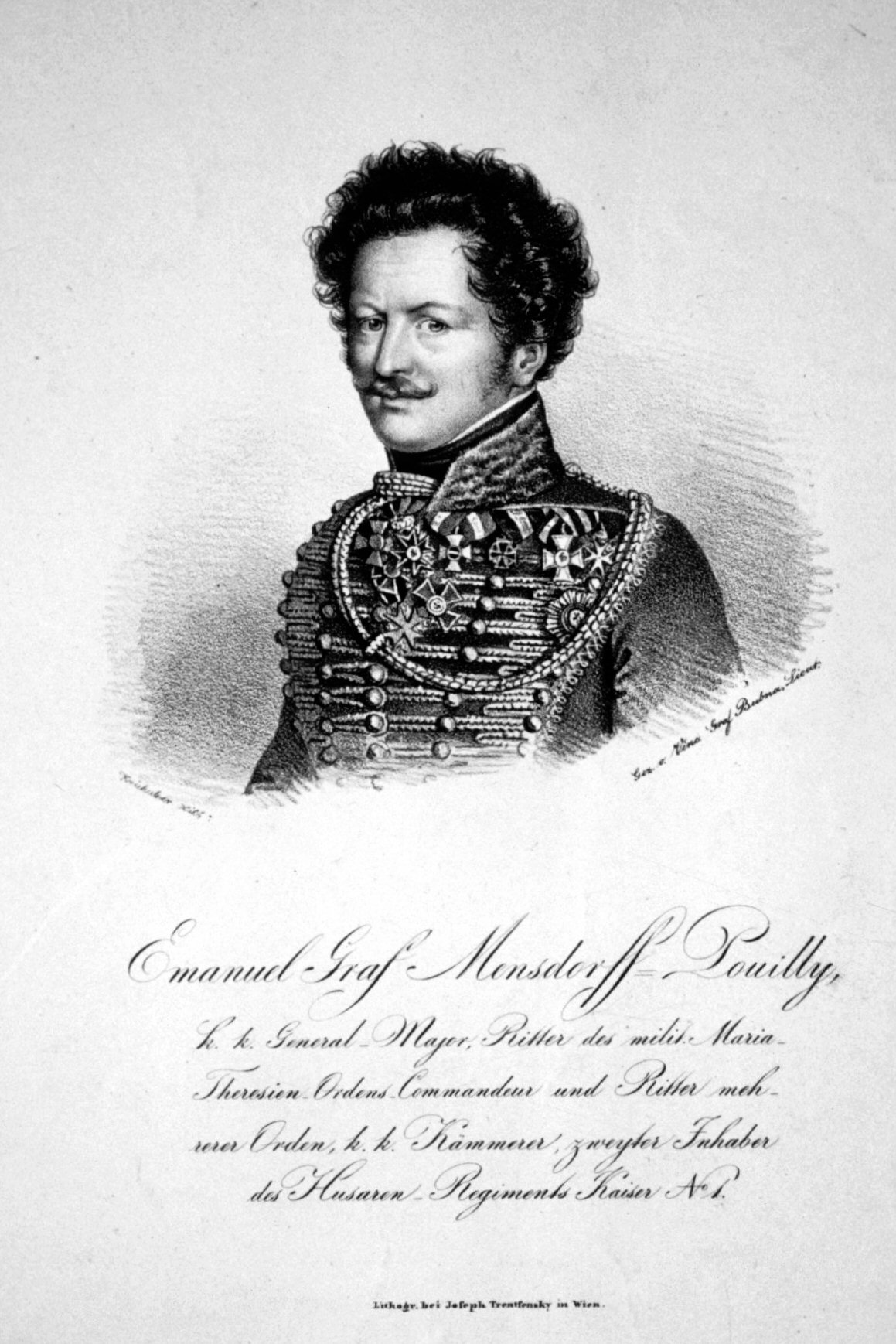
Emanuele di Mensdorff-Pouilly

Mensdorff-Pouilly era figlio di Alberto Luigi di Pouilly e di sua moglie Maria Antonietta (née de Custine), discendeva, dunque, da una famiglia lorenese e aveva qui ottenuto la Baronia di Pouilly e Stenay, territori sulle rive della Mosa. La linea di Dietrichstein si estinse nel 1864 anche se la linea continuò a perpetrarsi per successione femminile. Albert Louis de Pouilly (1731 -1795) con la moglie, Marie Antoinette de Custine (1746-1800), emigrarono assieme ai loro figli allo scoppio della rivoluzione francese (1790). Suoi figli furono Alberto (1775-1799 morto in Italia nel corso delle guerre napoleoniche) ed Emanuele (1777-1852) accettarono il cognome Mensdorff (derivato da un loro possedimento nella Contea di Roussy in Lussemburgo).

### Matrimonio

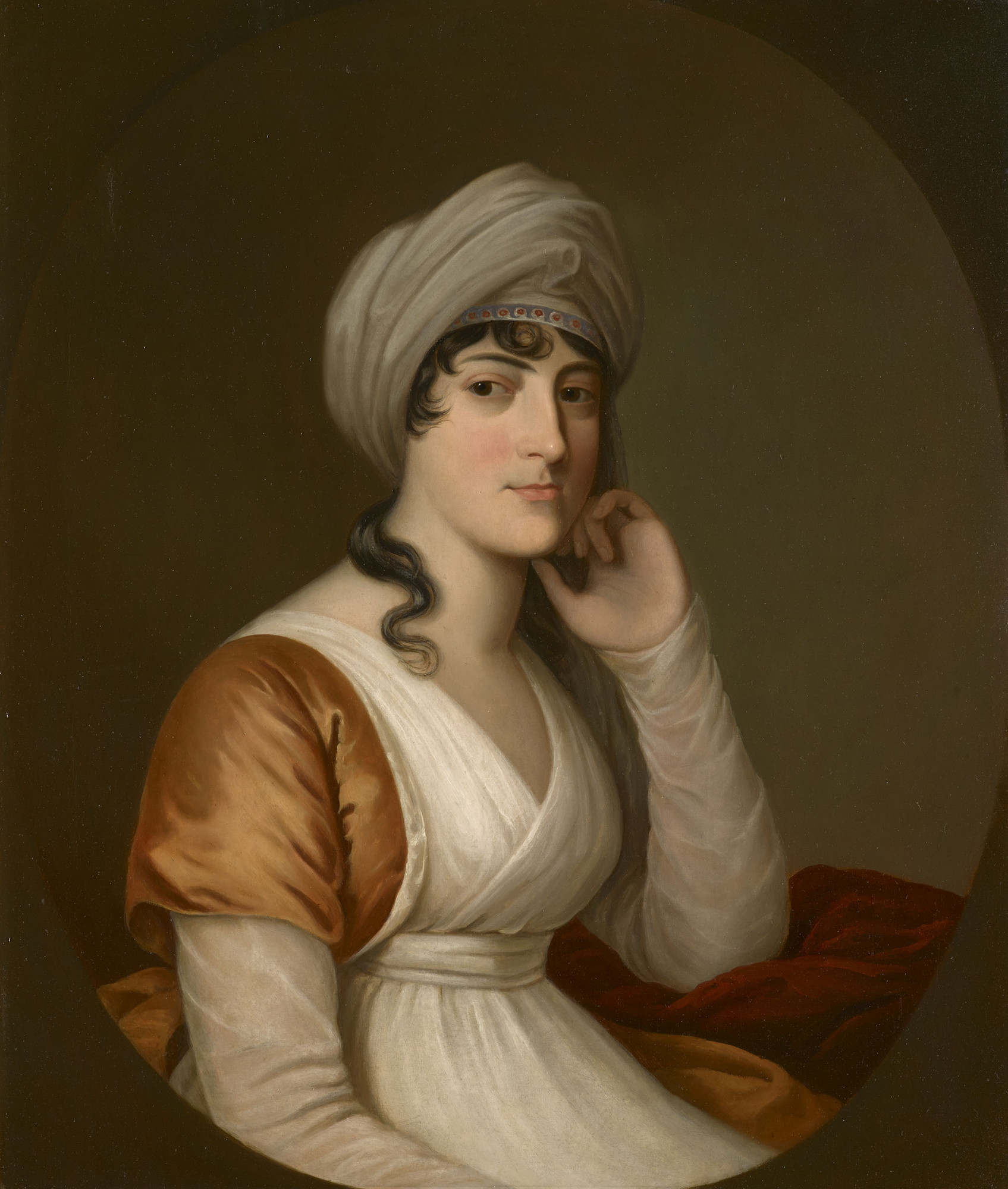
La principessa Sofia di Sassonia-Coburgo-Saalfeld

Emanuele si sposò con Sofia di Sassonia-Coburgo-Saalfeld, figlia del duca Francesco Federico di Sassonia-Coburgo-Saalfeld e della sua seconda moglie la principessa Augusta di Reuss-Ebersdorf, dalla quale ebbe sei figli.

### Conte di Mensdorff-Pouilly

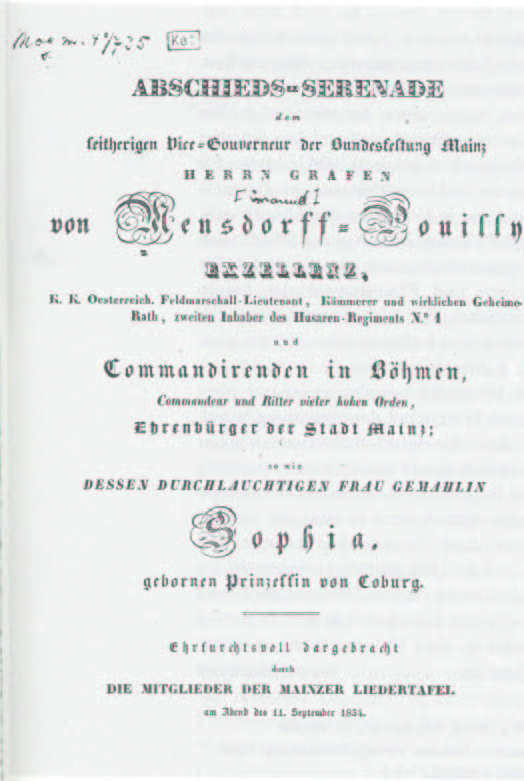
Le Serenate composte da Emanuele di Mensdorff-Pouilly

Nel 1818, Emanuele ricevette il titolo comitale nell'ambito dell'impero austriaco, assieme al motto Fortitudine et caritate.
Dopo una gloriosa carriera militare che lo portò sino al grado di Luogotenente Feldmaresciallo, divenne secondo Vicepresidente dell'Imperial-Regio Consiglio aulico di Guerra. Successivamente si ritirò a vita privata dove si dedicò alla poesia e alla musica, di cui era grande intenditore: di lui ci rimane una raccolta di serenate che dedicò alla moglie Sofia.

### Morte

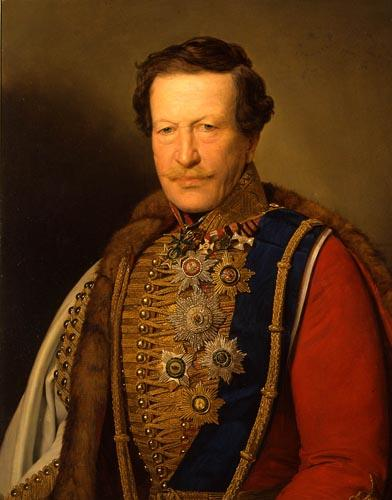
Emanuele, conte di Mensdorff-Pouilly ritratto da Ferdinand Georg Waldmüller

Si spense il 28 giugno 1852 e gli succedette nei titoli il figlio Alessandro di Mensdorff, anch'egli alto ufficiale austriaco.

## Discendenza
Dal matrimonio tra Emanuela e Sofia di Sassonia-Coburgo-Saalfeld nacquero:
- Ugo Ferdinando (1806-1847)
- Alfonso Federico (1810-1894), sposò in prime nozze la contessa Teresa Rosa Francesca von Dietrichstein-Proskau und Leslie e alla morte di questa si risposò con la contessa Maria Teresa von Lamberg
- Alfredo Carlo (1812-1814)
- Alessandro Costantino Alberto (1813-1871), Generale e Primo Ministro dell'Impero austriaco, sposò Alessandrina von Dietrichstein-Proskau und Leslie
- Leopoldo Emmanuele (1815-1821)
- Arturo Augusto (1817-1904), sposò in prime nozze Magdalena Kremzow e alla morte di questa si risposò con la contessa Bianca von Wickenburg